# Čakavska jaka vokalnost
Čakavska jaka vokalnost u užem smislu je glasovna promjena pri kojoj se poluglas ə (šva) ostvaruje kao puni samoglasnik u slabom položaju.
U širem smislu čakavska jaka vokalnost označava pojačanu tendenciju vokalnosti u čakavskom narječju. Osim ostvarivanja poluglasa kao punog samoglasnika u slabom položaju, ova tendencija je vidljiva u diftongizaciji i ostvaraju slogotvornog r kao ar ili er.
| praslavenski        | čakavsko narječje | kajkavsko narječje | štokavsko narječje |
| ------------------- | ----------------- | ------------------ | ------------------ |
| *mъlinъ -> məlin    | malin             | melin              | mlin               |
| *vъ -> və           | va                | v                  | u                  |
| *čь -> čə           | ča                | /                  | /                  |
| *loky, *nosъ        | luokva, nuos      | lokva, nos         | lokva, nos         |
| **sъmьrtь, *sьrdьce | smart, sardce     | smrt, srce         | smrt, srce         |

## Poluglasi i slogotvorno /r/
Poluglasi /ъ, ь/ u čakavskome su, za razliku od štokavskoga, na početku riječi, češće postali puni vokali, to jest pojavljuju se kao samoglasnici (najčešće /a/ ili /e/) (primjerice štokavski gdje od *kъde, ali čakavski kade).
Slogotvorno /r/ u čakavskome daje kod nekih slogotvorno /r/, a kod nekih skupove /ar, er, or/, ovisno već o govoru. Prva skupina da se podijeliti na one govore gdje slogotvorno /r/ može biti i dugo i kratko (govori ličkih čakavaca, buzetske regije, vodičke regije osim samih Vodica) i one gdje je uvijek kratko. Druga je skupina veća i obuhvaća čakavštinu od sjevera do juga. Primjeri su Vodice, Novi Vinodolski, Senj te Risika, Dobrinje i Dubašnici na Krku, otoci Šolta, Čiovo i Brač (osim Bola) te drugi.
Važno je primijetiti da se izgovor kao /ar/ nalazi i kod onih govora koji imaju slogotvorno /r/: zumberački ima krst i strnen, ali glagolski pridjev radni glasi otparla 'otvorila'. Senj je slično očuvao toponime Art i Carljenka (uz oblik Crljenka). Ovdje je jamačno očuvan stariji izgovor jer se u Senju danas govori crven. Očuvanost starijih oblika pokazuju vjerojatno i škarpina, škarpoć i sardela.
U susjednim govorima refleksi često nisu jednaki, a zna se dogoditi da u istome govoru postoji više mogućnosti.
Pojava samoglasnika pred /r/ u čakavskome je očito vrlo raširena pojava. Znanstvenici smatraju da se ne radi jednostavno o refleksu poluglasa pred /r/. Argument za to daje osorski govor: u njemu je rezultat jačanja poluglasa /e/, a uz glas /r/ javlja se /a/. U Žirju su rezultati upravo suprotni: /a/ je refleks poluglasa, a /e/ se pojavljuje pred /r/.
Pojava samoglasnika pred /r/ tako je osobit oblik diftongizacije. Promjena bi išla ovako: prъstъ > prst-, a potom pVrst- gdje je V samoglasnik, primjerice parst. Ovakvo /ar/ podložno je diftongizaciji poput ostalih samoglasnika i ponaša se kao jedna duga mora.

## Diftongizacija
Čakavski govori uglavnom slijede formulu: ē → ie, ō→ uo, moguće s ograničenjem samo na zatvorene slogove (one koji završavaju suglasnikom).
Bez ograničenja zatvorenim slogom: buzetska regija, središnja Istra, neki kvarnerski otoci (Susak, u Svetom Jakovu na Lošinju, ali noviji istraživači proširuju i na Veli Lošinj, Mali Lošinj, Ćunski, Unije i Nerezine), čakavski dio Like, najzapadniji otoci zadarskog arhipelaga, južnočakavski otoci (posebno Hvar).
Diftongizacija nije posvuda jednaka i podložna je različitim ograničenjima uz one koji su već navedeni. Neki govori ne diftongiziraju ō.
Ponegdje se pojavljuje i diftongizacija glasa ā: nastaju ua, uo, oa, ao. Moguć je i prijelaz ā u ō.
Diftongizacija je mlađa pojava u čakavskome. Ipak, najočuvanija je u najkonzervativnijim govorima.